# Міндон
Міндон Мін (бірм. မင်းတုန်းမင် вимовляється [mɪ́ɰ̃dóʊɰ̃ mɪ́ɰ̃]; 8 липня 1808 — 1 жовтня 1878) — м'янманський правитель у 1853—1878 роках. Провів численні реформи, завдяки чому було зміцнено політичне, економічне й військове становище держави. Намагався дипломатичними заходами попередити війну з Великою Британією. Водночас активно захищав державні інтереси у відносинах з європейськими країнами.

## Життєпис
Син князя Тараваді і Чандри Мата Махай. Народився у 1808 році, отримавши ім'я Маун Лвін. Навчався в монастирі Маха Завтіка в Амарапурі до 23 років. З отриманням батьком 1837 року влади в державі отримав титул князь Міндон, під яким став відомий в подальшому. 1846 року призначено своїм братом Паганом Міном, що захопив трон, спадкоємцем. Був досить популярним серед знаті та військових. Невдовзі призначається головою глудо (державної ради).
У 1852 році з початком нової війни з Великою Британією виступив за замирення з останнью. Найвірнішим союзником Міндона в цей час був його брат Канаун Мінта. У листопаді разом з прихильниками втікли до Шуебо, де підняв повстання. Невдовзі мьози (на кшталт герцогів) Кяукмао та Єнанг'яунг дозволили Міндону захопити Аву. За цих обставин Паган Мін зрікся престолу 18 лютого 1853 року на Міндона. Той залишив зведеного брата живим і звільнив усіх європейських бранців. Міндон прийняв тронне ім'я Тхірітудгамма Тілавкапавара Магадгамма Разадіраза.

### Панування
Вцей час тривалавійна, навіть вдалося відвоювати в британців важливі міста Пегу й П'ї. 30 червня 1853 року уклав перемир'я з британцями. За цим вимушен був боритися проти повстанців в Канп'їні, яке швидко придушив. Але цим скористалася сіамська армія, що вдерлася до держави. До кінця 1853 року Міндон змусив супротивника відступити. Разом з тим партизанська війна на півдні тривала, що погіршувало становище британців. Лише у 1862 році вдалося придушити спротив.
В свою чергу Міндон вирішив приборкати місцевих феодалів — представників своєї династії й мьоза. Для цього видав декілька наказів, заякими глудо мав розглянути всі скарги підданих на братів, синів, дружин монарха, знать та державних чиновників, які забирали у простолюдинів землю, а також забороняв мьозам використовувати населення для особистих послуг та оподатковувати людей надзвичайними податками.
Призначив свого брата Канауна спадкоємцем. Той також отримав власний двір, став відповідальним за модернизацію армії, впровадження європейських технологій. Для цього фахівці були направлені до Франції, Італії, Сполучених Штатів і Великої Британії. Був проведений більш чіткій поділ на провінції, що перетворило їх в справді територіальні одиниці з уніфікованим штатом провінційного апарату. Було збільшено імпорт сучасної зброї, на заводах стали виготовлятися власні гармати. У 1855 році в Амарапурі був відкритий завод з виготовлення пороху, сировину для якого привозили з шанських князівств; в цей же час почав працювати завод з випуску рушниць. Міндон намагався відстояти продовольчу самостійність і перейти на самозабезпечення рисом, але цього повністю зробити не вдалося, і рис доводилося завозити з Британської Бірми. Для балансування бюджету довелося продовжувати політику державних монополій на мінеральну сировину, а також встановлювати експортно-імпортні ціни і вводити мита.
Водночас став проводити політику віротерпимості. Міндон допомагав будувати церкви та місіонерські школи для християн, мечеті для мусульман і фінансував будинок відпочинку для бірманських мусульман у Мецці. Відправив свого сина — Тібо Міна — вчитися в місіонерській школі. Разом з тим залишавсяревним буддистом, активном підтримував буддистські монастирі і школи в окупованих британцямиземлях на півдні.
Восени 1854 року Міндон відправив до Калькутти посольство, яке мало порушити питання повернення Пегу та інших південних територій. Але посли отримали різку відмову. Разом з тим було домовлено про спрямування британського посольства до Міндона, яке прибуло на чолі із Артуром Фером у 1855 році. При загальній нормалізації відновин володар не пішов на укладання офіційної угоди, яка би закріпила британські завоювання.
1857 року заснував нову столицю — Мандалай. Спрямував спільно з братом зусилля на поліпшення внутрішнього управління, розвиток економіки. Проведено централізацію адміністрації, запроваджено систему заробітної плати для чиновнків, реорганізовано фінансову систему (замість численних податків впроваджено єдиний — татамеда, який становив 10 % прибутку), усунено торговельні бар'єри, включаючи митні збори, встановлено фіксовані судові збори, прийнято кримінальні закони, осучаснено армію та сформано поліцейські загони. Було збудовано кілька нових підприємств, закуплено пароплави.
Активізував зовнішньополітичну діяльність. У 1856 році прибула французька місія, у Бамо, на кордоні з імперією Цін, Міндон дозволив заснованування католицької місії, що викликало невдоволення британців. 1859 року з відкриттям Суецького каналу зібрав флотилію пароплавів для сприяння торгівлі з британцями.
1862 року уклав з Великою Британією договір, за яким мита скасовувалися як на крам британських і монських торгівців з Британнської Бірми, які ввозяться до володінь Міндона, а піддані останнього могли так самов возити товари до підвладних британських земель на півдні. Також володар погодився на присутнійсть англійського комисара в Мандалаї, яким став військовий хирург К.Вільямс. За Міндона з 1864 року вперше стали карбувати монети завдяки машинному устаткуванню.
У 1866 році сини Міндона — принц М'їнгун і М'їнгундайн — вчинили заколот, вбивши Канауна й двох своїх братів — Тадоміньє і князя Н'яунг'яна, а також головного міністра Мінгла Магаузану. Невдовзі заколот було придушено, а М'їнгун втік на пароплаві до Британської Бірми. У 1868 році назазав створив буддійський канон Трипітаку на мармур, де кожна кам'яна плита розміщена в невеликій ступі в пагоді Кутодо біля підніжжя пагорба Мандалай.
1867 року під тиском британців Міндон відмовився від монополії на всі товари, що вивозилися, крім рубінів, лісу і нафти, допустив британськихчиновників на митниці, погодився на присутність агента Великої Британії в Бамо і прохід англійських пароплавів верхів'ями Іраваді.
У 1870 році була побудована перша телеграфна лінія, що зв'язала Мандалай і Рангун. У 1871 році провів п'яту буддистську раду в Мандалаї. Також пожертвував нову парасольку (символ монарха), позолочену та інкрустовану коштовним камінням, пагоді Шведагон в Янгоні (британці перейменували його на Рангун), хоча його було заборонено відвідувати цю пагоду.
У 1872 році відправив до Лондона посольство на чолі з міністром У Кауном. Але тому невдалося отримати
гарантій недоторканності держави. Більше того, посольству було завдано образу, оскільки воно було представлена королеві Вікторії Джорджом Дугласом Кемпбеллом секретарем у справах Індії. Тобто Міндона не
вважали за незалежного володаря. Проте того ж року це посольство уклало торговий договір з Італією та торгову конвенцію з Францією. Втім подальші перемовини з французами призвели до супеерчки щодо оренди рубинових копалень, які бажала отримати Франція. Неможливість відмовитися від цієї важливої монополії призвело до припинення відносин з французьким урядом у 1874 році.
15 серпня 1873 року затвердив «Сімнадцять статей», що стали одним із перших в Південно-Східній Азії законів про свободу преси. Наприкінці 1873—1874 років виникли серйозні занепокоєння з приводу меж лісової галузі, населеної каями, народом не визнавшим британського панування. Щоб точніше визначити межу між володіннями Міндона і Маніпуром, васальною по відношенню до Великої Британії державою, було зроблено географічне дослідження спірної області. Після тривалих сперечань король нарешті поступився, і 21 червня 1875 році був підписаний договір, заяким Міндон визнав незалежність західних каїв, які опинилися невдовзі під зверхність британців.
1874 року було відправлено посольство до перського шаха Насер ед-Дін Шаха. Того ж року в столиці почала виходити перша газета бірманською мовою. У 1875 році під час церемонії посвячення Міндон прийняв титул Сіріпаваравіджаянантаяса Пандіта Трібгаванадітйадгіпаті Магадгаммараджадхіраджа. В тому ж році через різні інциденти погіршувалися відносини з Великою Британією. Британській комісар перестав з'являтися в палаці Міндона після того, як той відмовив у вимозі нерозуватися в приміщенні. Це фактично було розривом дипломатичних відносин. З цього часу британці стали активно готуватися до нової війни.
В цей час поступово значний вплив на нього отримала одна з дружин — Сінб'юмашін, — яка наказувала страчувати можливих претендентів на трон задля свого сина Тібо Міна, який спадкував владу 1878 року після смерті Міндона.